# SK Slavia Prague
Ne pas confondre avec le AC Sparta Prague, un autre club praguois.
Pour les articles homonymes, voir Slavia Prague.
Maillots
Actualités
Le SK Slavia Prague (en tchèque : SK Slavia Praha) est un club tchèque de football basé à Prague. Fondé en 1892, il est l'un des clubs les plus titrés de Tchéquie.
Les joueurs du Slavia de Prague sont connus sous le surnom de Sešívaní, ce qui signifie les cousus. Ce surnom fait allusion au maillot initial de l'équipe du Slavia qui mêle deux moitiés, l'une rouge et l'autre blanche. La légende veut qu'une des sœurs d'un des joueurs du Slavia avait été chargée de coudre les maillots des joueurs à l'occasion de leur premier match et que celle-ci avait du tissu mais pas assez pour en faire des maillots monochromes. Elle a dû utiliser pour parfaire le maillot deux moitiés de tissus l'un de couleur blanche et l'autre rouge et les assembler en les cousant ensemble, d'où le nom les Maillots cousus.

## Histoire

### Historique
Le Slavia est fondé en 1892 à Prague dans le quartier de Vinohrady, comme club de sport, où le cyclisme domine. En janvier 1896, un nouveau sport est introduit : le football.
Le 25 mars 1896, le Slavia remporte son premier match 6-0 face à l'AC Sparta Prague. La grande époque du Slavia commence en 1905, lorsque l’ancien entraîneur du Celtic Football Club, l’Écossais John William Madden introduit de nouvelles tactiques de jeu venues de son pays d'origine. Il établit un âge d'or qui dure 25 ans. Il est le premier entraîneur du Slavia ; avant lui, il n'y avait que des capitaines d'équipe aux pouvoirs limités.
Sous la direction de Madden, le Slavia gagne 134 matches nationaux sur un total possible de 169, et 304 internationaux sur 429 entre les années 1905 et 1930. En 1930, Madden prend sa retraite à l'âge de 66 ans, pourtant, il reste à Prague jusqu’à sa mort.
Durant la Coupe du monde de football 1934, l’équipe de Tchécoslovaquie comporte 8 joueurs du Slavia. Le deuxième âge d’or vient quand le Slavia acquiert Josef Bican en provenance de l'Admira Vienne. Avec ce joueur célèbre, le Slavia remporte le Championnat de Bohême-Moravie en 1940, 1941, 1942 et 1943.
En 1951, le Slavia termine en 11e position et de piètres résultats s’enchaînent au cours des dix-neuf ans qui suivent. Dans les années 1950 et 1960, le Slavia est relégué à deux reprises. Il retrouve l'élite en 1965.
Une nouvelle période au sommet commence en 1990, lorsque beaucoup de jeunes joueurs dont Vladimír Šmicer et Patrik Berger, arrivent au club.
En 1996, le Slavia remporte son quatorzième titre après 49 ans sans titre.
En juin 2020, le club remporte son 20e titre, après une saison marquée par l'interruption du championnat tchèque entre mars et mai, en raison de la pandémie de Covid-19.
Le Slavia Prague remporte son 7e titre de champion de Tchéquie et 21e titre national, et son 3e consécutif, à quatre journées de la fin du championnat 2020-2021.

### Dates clés
- 1892 : fondation du club sous le nom de SK Slavia Prague
- 1948 : le club est renommé Sokol Slavia Prague
- 1949 : fusion avec le Dynamo Prague en ZSJ Dynamo Slavia Prague
- 1953 : le club est renommé DSO Dynamo Prague
- 1954 : le club est renommé TJ Dynamo Prague
- 1965 : le club est renommé SK Slavia Prague
- 1967 : 1re participation à une Coupe d'Europe (C3, saison 1967/68)
- 1973 : le club est renommé TJ Slavia Prague
- 1977 : le club est renommé TJ Slavia IPS Prague
- 1978 : le club est renommé SK Slavia IPS Prague
- 1991 : le club est renommé SK Slavia Prague

## Bilan sportif

### Palmarès
| Compétitions nationales | Compétitions internationales |
| --- | --- |
| Compétitions actuelles - Championnat de Tchéquie (8) : - Champion : 1996, 2008, 2009, 2017, 2019, 2020, 2021 et 2025 - Vice-champion : 1994, 1995, 1997, 1998, 2000, 2001, 2003, 2005, 2007, 2018, 2022, 2023 et 2024 - Coupe de Tchéquie (7) : - Vainqueur : 1997, 1999, 2002, 2018, 2019, 2021 et 2023 - Supercoupe tchéco-slovaque (1) : - Vainqueur : 2019 Compétitions disparues - Championnat de Tchécoslovaquie (9) : - Champion : 1925, 1929, 1930, 1931, 1933, 1934, 1935, 1937 et 1947 - Vice-champion : 1926, 1927, 1928, 1932, 1936, 1938, 1946, 1948 et 1993 - Coupe de Tchécoslovaquie : - Finaliste : 1963 et 1974 - Championnat de Bohême (2) : - Champion : 1913, 1915 - Championnat de Bohême-Moravie (11) : - Champion : 1897(I), 1897(II), 1898, 1899, 1900, 1901, 1940, 1941, 1942 et 1943 - Vice-champion : 1896(I), 1944 | Compétitions actuelles - Ligue des champions : - Meilleure performance : 3e groupe H en 2008 - Coupe UEFA / Ligue Europa : - Demi-finaliste : 1996 - Quart-de-finaliste : 2019 et 2021 - Ligue Europa Conférence : - Quart-de-finaliste : 2022 Compétitions disparues - Coupe des coupes : - Quart-de-finaliste : 1998 - Challenge Cup : - Finaliste : 1901 - Coupe Mitropa (1) : - Vainqueur : 1938 - Finaliste : 1929 - Coupe de la Charité (cs) (3) : - Vainqueur : 1910, 1911 et 1912 |

### Bilan par saison
Légende
- Champion ou vainqueur de la compétition
- Deuxième ou finaliste de la compétition
- Troisième de la compétition
- Promotion en division supérieure
- Relégation en division inférieure

| Saison    | Championnat | Championnat | Championnat | Championnat | Championnat | Championnat | Championnat | Championnat | Championnat | Championnat | Coupe de Tchéquie   | Coupes d'Europe | Coupes d'Europe     |
| Saison    | Division    | Pos         | Pts         | J           | V           | N           | D           | BP          | BC          | Diff        | Coupe de Tchéquie   | C               | Résultat            |
| --------- | ----------- | ----------- | ----------- | ----------- | ----------- | ----------- | ----------- | ----------- | ----------- | ----------- | ------------------- | --------------- | ------------------- |
| 1993-1994 | 1re         | 2e          | 39          | 30          | 16          | 7           | 7           | 55          | 28          | +27         | Demi-finales        | C3              | Premier tour        |
| 1994-1995 | 1re         | 2e          | 64          | 30          | 19          | 7           | 4           | 52          | 20          | +32         | Huitièmes de finale | C3              | Premier tour        |
| 1995-1996 | 1re         | 1er         | 70          | 30          | 23          | 1           | 6           | 68          | 28          | +40         | Quarts de finale    | C3              | Demi-finales        |
| 1996-1997 | 1re         | 2e          | 61          | 30          | 18          | 7           | 5           | 59          | 24          | +35         | Vainqueur           | C1              | Tour préliminaire   |
| 1996-1997 | 1re         | 2e          | 61          | 30          | 18          | 7           | 5           | 59          | 24          | +35         | Vainqueur           | C3              | Deuxième tour       |
| 1997-1998 | 1re         | 2e          | 59          | 30          | 17          | 8           | 5           | 42          | 22          | +20         | Demi-finales        | C2              | Quarts de finale    |
| 1998-1999 | 1re         | 3e          | 55          | 30          | 15          | 10          | 5           | 51          | 31          | +20         | Vainqueur           | C3              | Deuxième tour       |
| 1999-2000 | 1re         | 2e          | 68          | 30          | 21          | 5           | 4           | 53          | 25          | +28         | Quarts de finale    | C3              | Quarts de finale    |
| 2000-2001 | 1re         | 2e          | 52          | 30          | 14          | 10          | 6           | 46          | 32          | +14         | Demi-finales        | C1              | Troisième tour Q    |
| 2000-2001 | 1re         | 2e          | 52          | 30          | 14          | 10          | 6           | 46          | 32          | +14         | Demi-finales        | C3              | Huitièmes de finale |
| 2001-2002 | 1re         | 5e          | 47          | 30          | 12          | 11          | 7           | 45          | 34          | +11         | Vainqueur           | C1              | Troisième tour Q    |
| 2001-2002 | 1re         | 5e          | 47          | 30          | 12          | 11          | 7           | 45          | 34          | +11         | Vainqueur           | C3              | Premier tour        |
| 2002-2003 | 1re         | 2e          | 64          | 30          | 18          | 10          | 2           | 65          | 19          | +46         | Quarts de finale    | C3              | Huitièmes de finale |
| 2003-2004 | 1re         | 4e          | 52          | 30          | 15          | 7           | 8           | 43          | 24          | +19         | Seizièmes de finale | C1              | Troisième tour Q    |
| 2003-2004 | 1re         | 4e          | 52          | 30          | 15          | 7           | 8           | 43          | 24          | +19         | Seizièmes de finale | C3              | Deuxième tour       |
| 2004-2005 | 1re         | 2e          | 53          | 30          | 15          | 8           | 7           | 39          | 25          | +14         | Quarts de finale    | C3              | Deuxième tour Q     |
| 2005-2006 | 1re         | 3e          | 54          | 30          | 15          | 9           | 6           | 56          | 34          | +22         | Quarts de finale    | C1              | Troisième tour Q    |
| 2005-2006 | 1re         | 3e          | 54          | 30          | 15          | 9           | 6           | 56          | 34          | +22         | Quarts de finale    | C3              | Seizièmes de finale |
| 2006-2007 | 1re         | 2e          | 58          | 30          | 17          | 7           | 6           | 44          | 23          | +21         | Deuxième tour       | C3              | Premier tour        |
| 2007-2008 | 1re         | 1er         | 60          | 30          | 17          | 9           | 4           | 45          | 24          | +21         | Seizièmes de finale | C1              | Phase de groupes    |
| 2007-2008 | 1re         | 1er         | 60          | 30          | 17          | 9           | 4           | 45          | 24          | +21         | Seizièmes de finale | C3              | Seizièmes de finale |
| 2008-2009 | 1re         | 1er         | 61          | 30          | 18          | 8           | 4           | 57          | 25          | +32         | Demi-finales        | C1              | Troisième tour Q    |
| 2008-2009 | 1re         | 1er         | 61          | 30          | 18          | 8           | 4           | 57          | 25          | +32         | Demi-finales        | C3              | Phase de groupes    |
| 2009-2010 | 1re         | 7e          | 41          | 30          | 11          | 8           | 11          | 37          | 35          | +2          | Demi-finales        | C1              | Troisième tour Q    |
| 2009-2010 | 1re         | 7e          | 41          | 30          | 11          | 8           | 11          | 37          | 35          | +2          | Demi-finales        | C3              | Phase de groupes    |
| 2010-2011 | 1re         | 9e          | 40          | 30          | 9           | 13          | 8           | 41          | 36          | +5          | Demi-finales        | —               | —                   |
| 2011-2012 | 1re         | 12e         | 34          | 30          | 8           | 10          | 12          | 28          | 34          | -6          | Seizièmes de finale | —               | —                   |
| 2012-2013 | 1re         | 7e          | 42          | 30          | 11          | 9           | 10          | 41          | 33          | +8          | Seizièmes de finale | —               | —                   |
| 2013-2014 | 1re         | 13e         | 30          | 30          | 8           | 6           | 16          | 24          | 51          | -27         | Quarts de finale    | —               | —                   |
| 2014-2015 | 1re         | 11e         | 34          | 30          | 9           | 7           | 14          | 40          | 45          | -5          | Seizièmes de finale | —               | —                   |
| 2015-2016 | 1re         | 5e          | 52          | 30          | 14          | 10          | 6           | 48          | 26          | +22         | Seizièmes de finale | —               | —                   |
| 2016-2017 | 1re         | 1er         | 69          | 30          | 20          | 9           | 1           | 65          | 22          | +43         | Demi-finales        | C3              | Barrages Q          |
| 2017-2018 | 1re         | 2e          | 59          | 30          | 17          | 8           | 5           | 50          | 19          | +31         | Vainqueur           | C1              | Barrages Q          |
| 2017-2018 | 1re         | 2e          | 59          | 30          | 17          | 8           | 5           | 50          | 19          | +31         | Vainqueur           | C3              | Phase de groupes    |
| 2018-2019 | 1re         | 1er         | 83          | 35          | 26          | 5           | 4           | 79          | 26          | +53         | Vainqueur           | C1              | Troisième tour Q    |
| 2018-2019 | 1re         | 1er         | 83          | 35          | 26          | 5           | 4           | 79          | 26          | +53         | Vainqueur           | C3              | Quarts de finale    |
| 2019-2020 | 1re         | 1er         | 85          | 35          | 26          | 7           | 2           | 69          | 12          | +57         | Huitièmes de finale | C1              | Phase de groupes    |
| 2020-2021 | 1re         | 1er         | 86          | 34          | 26          | 8           | 0           | 85          | 20          | +65         | Vainqueur           | C1              | Barrages Q          |
| 2020-2021 | 1re         | 1er         | 86          | 34          | 26          | 8           | 0           | 85          | 20          | +65         | Vainqueur           | C3              | Quarts de finale    |
| 2021-2022 | 1re         | 2e          | 78          | 35          | 24          | 6           | 5           | 79          | 26          | +53         | Quarts de finale    | C1              | Troisième tour Q    |
| 2021-2022 | 1re         | 2e          | 78          | 35          | 24          | 6           | 5           | 79          | 26          | +53         | Quarts de finale    | C3              | Barrages Q          |
| 2021-2022 | 1re         | 2e          | 78          | 35          | 24          | 6           | 5           | 79          | 26          | +53         | Quarts de finale    | C4              | Quarts de finale    |
| 2022-2023 | 1re         | 2e          | 78          | 35          | 24          | 6           | 5           | 98          | 31          | +67         | Vainqueur           | C4              | Phase de groupes    |
| 2023-2024 | 1re         | 2e          | 85          | 35          | 26          | 7           | 2           | 76          | 24          | +52         | Quart de finale     | C3              | Huitièmes de finale |
| 2024-2025 | 1re         | 1er         | 90          | 35          | 29          | 3           | 3           | 77          | 18          | +59         | Quart de finale     | C3              | Phase de groupes    |

### Bilan européen
| Compétition                | P  | M   | V  | N  | D  | BP  | BC  | Diff. |
| -------------------------- | -- | --- | -- | -- | -- | --- | --- | ----- |
| Ligue des champions (C1)   | 14 | 50  | 16 | 12 | 22 | 40  | 67  | -27   |
| Coupe des coupes (C2)      | 2  | 8   | 3  | 3  | 2  | 11  | 9   | +2    |
| Ligue Europa (C3)          | 28 | 157 | 60 | 39 | 58 | 212 | 191 | +21   |
| Ligue Conférence (C4)      | 2  | 25  | 12 | 6  | 7  | 50  | 32  | +18   |
| Coupe des villes de foires | 2  | 6   | 2  | 1  | 3  | 11  | 10  | +1    |
| Total                      | 48 | 246 | 93 | 61 | 92 | 324 | 309 | +15   |

## Personnages du club

### Effectif actuel 2024-2025

#### Joueurs prêtés
| N° | Nat.                   | Poste | Nom du joueur                    |
| -- | ---------------------- | ----- | -------------------------------- |
|    | Drapeau du Brésil      | D     | Eduardo Santos (à Bragantino)    |
|    | Drapeau de la Suède    | D     | Aiham Ousou (à Häcken)           |
|    | Drapeau de l'Ukraine   | D     | Maksym Talovyerov (au LASK)      |
|    | Drapeau du Nigeria     | A     | Moses Usor (au LASK)             |
|    | Drapeau du Nigeria     | A     | Victor Osuagwu (au FS Jelgava)   |
|    | Drapeau de la Tchéquie | M     | Ondřej Lingr (au Feyenoord)      |
|    | Drapeau du Brésil      | M     | Ewerton (au Baník Ostrava)       |
|    | Drapeau de la Tchéquie | A     | Filip Horský (au Slovan Liberec) |
|    | Drapeau de la Tchéquie | D     | Denis Halinský (à Pardubice)     |
|    | Drapeau de la Tchéquie | M     | Marek Icha (à Pardubice)         |
|    | Drapeau de la Tchéquie | M     | Petr Hronek (à Teplice)          |
|    | Drapeau de la Tchéquie | A     | Daniel Fila (à Teplice)          |

| No. | Nat.                   | Position | Nom du joueur                    |
| --- | ---------------------- | -------- | -------------------------------- |
|     | Drapeau de la Tchéquie | M        | Matěj Valenta (à Slovácko)       |
|     | Drapeau de la Tchéquie | M        | Michal Beran (au Bohemians 1905) |
|     | Drapeau de la Tchéquie | M        | Michal Hošek (au Karviná)        |
|     | Drapeau de la Tchéquie | G        | Jan Stejskal (au Vyškov)         |
|     | Drapeau de la Tchéquie | G        | Matyáš Vágner (à Vlašim)         |
|     | Drapeau de la Tchéquie | D        | Ondřej Kričfaluši (à Vlašim)     |
|     | Drapeau de la Tchéquie | D        | Albert Labík (à Vlašim)          |
|     | Drapeau de la Tchéquie | M        | Martin Šubert (à Vlašim)         |
|     | Drapeau de la Tchéquie | M        | Štěpán Beran (à Vlašim)          |
|     | Drapeau de la Tchéquie | A        | Adam Toula (à Vlašim)            |
|     | Drapeau de la Tchéquie | A        | Erik Biegon (à Vlašim)           |
|     | Drapeau de la Gambie   | A        | Ebrima Singhateh (à Vlašim)      |
|     | Drapeau de la Tchéquie | A        | Daniel Šmiga (à Vlašim)          |

### Entraîneurs
- John Madden (1905–1930)
- Josef Štaplík (1930–1933)
- Kálmán Konrád (1933–1935)
- Jan Reichardt (1935–1938)
- Emil Seifert (1939–46)
- Josef Pojar (1946–1947)
- Viliam König (1947–1948)
- Jan Reichardt (1949)
- Viliam König (1950–1951)
- Emil Seifert (1952–1953)
- Josef Bican (1954–1956)
- Antonín Rýgr (1956–1958)
- Josef Forejt (1958)
- Antonín Rýgr (1959)
- Vlastimil Kopecký (1959)
- Karel Finek (1959–1960)
- Josef Forejt (1960)
- Antonín Rýgr (1960–1963)
- Karel Finek (1963–1964)
- František Ipser (1964–1966)
- Vratislav Fikejz (1966)
- Mirko Paráček (1966)
- František Havránek (1966–1968)
- Jiří Nedvídek (1968–1969)
- Josef Forejt (1969–1970)
- Antonín Rýgr (1970–1972)
- Miroslav Linhart (1972)
- Rudolf Vytlačil (1973)
- Jaroslav Jareš (1973–1979)
- Bohumil Musil (1979–1980)
- Josef Bouška (1981)
- Miroslav Starý (1981)
- Milan Máčala (1982–1984)
- Jaroslav Jareš (1984–1986)
- Vlastimil Petržela (1986–1987)
- Tomáš Pospíchal (1987–1988)
- Ivan Kopecký (1988–1989)
- Vlastimil Petržela (1990–1992)
- Jozef Jarabinský (1992–1993)
- Jindřich Dejmal (1993–1994)
- Miroslav Beránek (1994–1995)
- František Cipro (1995–1997)
- Pavel Tobiáš (1997–1998)
- Petr Rada (1998)
- Jaroslav Hřebík (1998–1999)
- František Cipro (1999–2000)
- Karel Jarolím (2000–2001)
- Josef Pešice (2001)
- Miroslav Beránek (2001–2003)
- Josef Csaplár (janvier 2004–avril 2005)
- Karel Jarolím (juillet 2005–mars 2010)
- František Cipro (mars 2010-mai 2010)
- Karel Jarolím (juillet 2010-septembre 2010)
- Michal Petrouš (septembre 2010–octobre 2011)
- František Straka (octobre 2011–mars 2012)
- Martin Poustka (mars 2012-juin 2012)
- Petr Rada (juillet 2012–avril 2013)
- Michal Petrouš (avril 2013-septembre 2013)
- Miroslav Koubek (septembre 2013–mars 2014)
- Alex Pastoor (mars 2014-mai 2014)
- Miroslav Beránek (juin 2014–juin 2015)
- Dušan Uhrin Jr. (juin 2015–août 2016)
- Jaroslav Šilhavý (septembre 2016-décembre 2017)
- Jindřich Trpišovský (décembre 2017-)

### Joueurs emblématiques
- Radek Bejbl
- Tijani Belaïd
- Patrik Berger
- Josef Bican
- Erich Brabec
- Vojtěch Bradáč
- Josef Čapek
- Radek Černý
- Lukáš Došek
- Tomáš Došek
- Ladislav Hlaváček
- Pavel Horváth
- David Jarolím
- Karel Jarolím
- Karol Kisel
- Ivo Knoflíček
- Vlastimil Kopecký
- Luboš Kubík
- Pavel Kuka
- Martin Latka
- Tomáš Necid
- Karel Piták
- František Plánička
- Antonín Puč
- Vladimír Šmicer
- Jiří Sobotka
- Nicolae Stanciu
- Jan Suchopárek
- Marek Suchý
- Dušan Švento
- Mickaël Tavares
- Ivo Ulich
- František Veselý
- Stanislav Vlček

## Structures du club

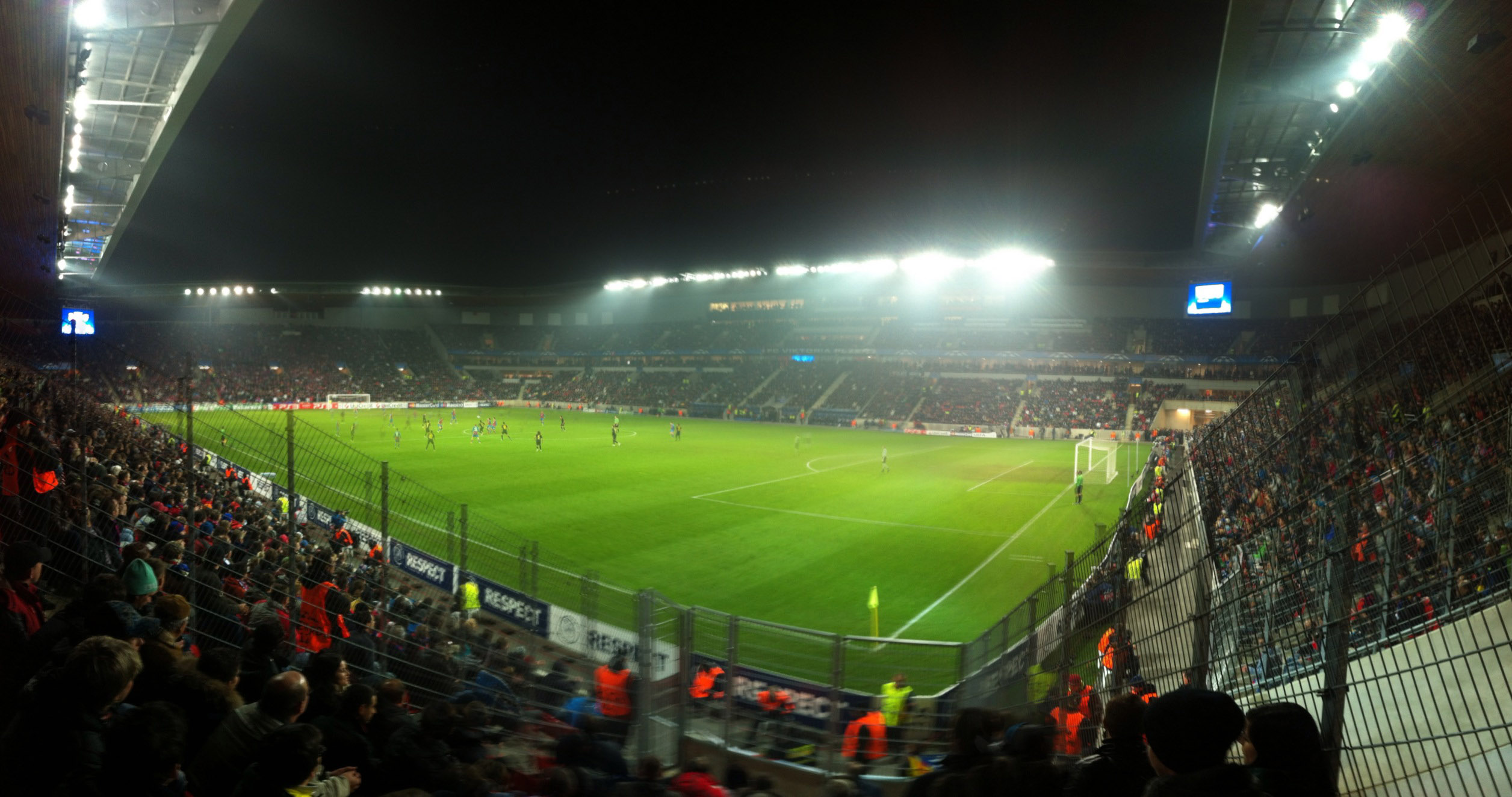
Synot Tip Arena (auj. Eden Aréna/Fortuna Arena), lors du match Viktoria Plzeň contre FC Barcelone le 1er novembre 2011

### Infrastructures
Le Slavia Prague est propriétaire et résident de l'Eden Aréna, stade de 21 000 places assises où il dispute donc ses matchs à domicile.

### Section féminine
Le Slavia Prague crée une section féminine en 1966.

### Actionnariat
Jusqu'en mai 2006, 31 % du club était la propriété d'ENIC Sports Ltd, qui ont également des participations importantes dans Tottenham Hotspur et l'AEK Athènes. Et 61 % sont détenus par une société tchèque Key Investments. Les 8 % restants sont détenus par des actionnaires mineurs. Depuis cette date, le club est contrôlé par deux hommes d'affaires tchèque Tomáš Rosen et Petr Doležal.

## Image et identité

### Couleurs
- Le blanc : le symbole du fair-play et de l'idée olympique[1].
- Le rouge : le symbole du cœur[1].
- L'Étoile rouge : symbole d'espoir et de bon esprit.
- Le fait que le maillot soit à moitié blanc et à moitié rouge symbolise la dichotomie de la vie[2].
- Par ailleurs, les couleurs rouge et blanche sont des couleurs slaves traditionnelles[1].

### Évolution du blason

Logo n°1
Logo n°2
Logo n°3
Ancien logo du club
Logo depuis 2022.